# 常盤亨太
常盤 亨太（ときわ きょうた、2002年4月9日 - ）は、東京都葛飾区出身のプロサッカー選手。Jリーグ・FC東京所属。ポジションはミッドフィールダー（MF）。

## 来歴
U-18チーム在籍中の2019年5月31日、2種登録選手としてトップチームに登録された。6月8日、FC東京U-23の選手としてJ3リーグの長野パルセイロ戦に出場し、Jリーグデビューを果たした。
高校卒業後はトップチームに昇格せず、明治大学に進学。
2024年5月13日、2025年シーズンからのFC東京加入内定が発表された。同月30日、Jリーグ特別指定選手として登録された。

## 所属クラブ
- 2009年 - 2014年 レジスタFC
- 2015年 - 2017年 FC東京U-15深川
- 2018年 - 2020年 FC東京U-18
  - 2019年5月 - 同年12月  FC東京（2種登録選手）[1]
  - 2020年11月 - 同年12月  FC東京（2種登録選手）
- 2021年 - 2024年 明治大学体育会サッカー部
  - 2024年5月 - 2024年  FC東京（特別指定選手）[3]
- 2025年 -  FC東京

## 個人成績
| 国内大会個人成績 | 国内大会個人成績 | 国内大会個人成績 | 国内大会個人成績 | 国内大会個人成績 | 国内大会個人成績 | 国内大会個人成績 | 国内大会個人成績 | 国内大会個人成績 | 国内大会個人成績 | 国内大会個人成績 | 国内大会個人成績 |
| 年度             | クラブ           | 背番号           | リーグ           | リーグ戦         | リーグ戦         | リーグ杯         | リーグ杯         | オープン杯       | オープン杯       | 期間通算         | 期間通算         |
| 年度             | クラブ           | 背番号           | リーグ           | 出場             | 得点             | 出場             | 得点             | 出場             | 得点             | 出場             | 得点             |
| ---------------- | ---------------- | ---------------- | ---------------- | ---------------- | ---------------- | ---------------- | ---------------- | ---------------- | ---------------- | ---------------- | ---------------- |
| 2019             | F東23            | 38               | J3               | 15               | 1                | -                | -                | -                | -                | 15               | 1                |
| 2025             | FC東京           | 27               | J1               |                  |                  |                  |                  |                  |                  |                  |                  |
| 通算             | 日本             | 日本             | J1               |                  |                  |                  |                  |                  |                  |                  |                  |
| 通算             | 日本             | 日本             | J3               | 15               | 1                | -                | -                | 0                | 0                | 15               | 1                |
| 総通算           | 総通算           | 総通算           | 総通算           | 15               | 1                | 0                | 0                | 0                | 0                | 15               | 1                |

- 2019年は2種登録選手、2020年は2種登録も出場得点無し。

出場歴
- Jリーグ初出場 - 2019年6月8日 J3第11節 vs長野パルセイロ（味フィ西）
- Jリーグ初得点 - 2019年11月9日 J3第30節 vsブラウブリッツ秋田（夢の島）

## 代表歴
- U-16日本代表
- U-20全日本大学選抜
- 関東大学選抜

## タイトル

### クラブ
FC東京U-18
- 高円宮杯プリンスリーグ関東 (2019年)

明治大学
- 全日本大学サッカー選手権大会(2023年)
- 関東大学サッカーリーグ戦(2022年)(2024年)

### 個人
- 関東大学サッカーリーグ戦 1部ベストイレブン(2024年)